# Horst Rittner
Pour les articles homonymes, voir Rittner.
Horst Rittner est un joueur d'échecs allemand né le 16 juillet 1930 à Breslau et mort le 14 juin 2021. 

## Biographie et carrière
Hort Rittner a le titre de grand maître international d'échecs par correspondance depuis 1961. Il fut rédacteur en chef du magazine Schach de 1966 à 1991 et vice-président de l'ICCF (la fédération mondiale d'échecs par correspondance) de 1961 à 1991.
Rittner remporta  le sixième Championnat du monde d'échecs par correspondance (1968-1971) devant le Soviétique Vladimir Zagorovski.
Il gagna le tournoi mémorial Ragozine en 1966 et le mémorial Blass (1987-1992). En 1995, il remporta la médaille de bronze à la  dixième olympiade d'échecs par correspondance avec l'équipe d'Allemagne de l'Est. Ce fut la dernière récompense remportée par une équipe est-allemande cinq après la fin de l'Allemagne de l'Est.